# Acidente do FT-7BGI em Bangladesh em 2025
Em 21 de julho de 2025, um caça FT-7BGI operado pela Força Aérea de Bangladesh caiu no campus do Milestone College em Diabari, Uttara, Daca, Bangladesh. O acidente ocorreu por volta das 13h12 de BST (UTC+6), enquanto o jato tentava pousar na Base Aérea Bir Uttom AK Khandker, da BAF, após uma falha mecânica. Pelo menos 34 pessoas, a maioria crianças, morreram e 173 ficaram feridas.

## Aeronave
O FT-7BGI é uma variante de treinamento do Chengdu J-7 Airguard (a versão chinesa do Mikoyan-Gurevich MiG-21 russo), especialmente fabricada pela Chengdu Aircraft Corporation para a Força Aérea de Bangladesh. Entregue em 2013 e 2022, a aeronave apresenta melhorias significativas em relação ao F-7BG, incluindo três visores multifuncionais (MFDs) e um radar de controle de tiro aprimorado. É o F-7 mais avançado já construído.
A versão FT-7 é o modelo de treinamento de dois assentos da versão de exportação do F-7. Na época do acidente, o jato estava em operação desde 2013.[carece de fontes?]
Este é o segundo acidente envolvendo um jato F-7 no país desde um incidente ocorrido em 2008, em Daca, que resultou na morte do piloto.

## Acidente
O jato decolou às 13h06 (BST) da Base BAF Bir Uttom AK Khandker. O tenente de voo Toukir Islam (também conhecido como Sagar) estava em sua primeira missão solo quando a aeronave apresentou uma falha logo após a decolagem, durante um voo em dupla. A aeronave deixou de responder e entrou em estol, impossibilitando-o de retomar o controle. A torre de controle instruiu-o a se ejetar, mas, devido à baixa altitude, a ejeção não foi viável. Ele tentou direcionar a aeronave para uma área aberta em Diabari, mas não obteve sucesso.
O jato colidiu com o portão principal do edifício Haider Ali, do Milestone College, atravessando o prédio do térreo até o outro. Fontes militares confirmaram que o piloto foi inicialmente encontrado com vida e com pulso, sendo transportado por um helicóptero Mil Mi-17V-5 para a unidade de tratamento coronariano do Hospital Militar Combinado em Dhaka. No entanto, ele não resistiu.
O incidente ocorreu pouco antes do intervalo escolar, enquanto as aulas ainda estavam em andamento. A aeronave de treinamento atingiu o telhado do Bloco 7, de sete andares, da escola, antes de colidir diretamente com o Edifício Haider Ali, que abrigava cerca de cem alunos do ensino fundamental e médio naquele momento. O impacto casou um buraco no portão do prédio, provocando um incêndio. Três seções independentes para alunos do berçário ao terceiro ano foram atingidas. O Dhaka Tribune informou, com base em um professor, que aulas para as turmas do 5.º ao 7.º ano estavam sendo ministradas no prédio, e que alunos que participavam de aulas particulares também estavam no local. Testemunhas afirmaram ter ouvido um som muito alto e visto apenas fumaça e nuvens de cinzas no local do acidente. Muitas relataram que a pele das vítimas havia sido arrancada devido ao impacto.
O Corpo de Bombeiros e a Defesa Civil de Bangladesh informaram que suas equipes chegaram ao local por volta das 13h22 (BST). Nove unidades do corpo de bombeiros e seis ambulâncias foram mobilizadas. Dois pelotões da Guarda de Fronteira de Bangladesh também foram enviados para isolar a área e auxiliar nas operações de resgate. Um ônibus do metrô de Dhaka foi reservado para transportar as vítimas aos hospitais. As autoridades recolheram bolsas, sapatos e carteiras de identidade de crianças no local.

## Vítimas
Pelo menos 34 pessoas morreram, incluindo 25 crianças e o piloto. Mais de 	173 pessoas ficaram feridas, principalmente devido a queimaduras, com pelo menos 25 delas em estado crítico. Pelo menos 60 vítimas foram hospitalizadas no Instituto Nacional de Queimaduras e Cirurgia Plástica.
Um professor chamado Maherin Chowdhury, que resgatou mais de 20 alunos da escola, morreu devido a queimaduras graves no hospital.

### Funeral
A Força Aérea de Bangladesh organizou um desfile fúnebre em Kurmitola, Daca, em 22 de julho, para o falecido piloto, Tenente de Voo Toukir. A cerimônia contou com a presença do Chefe do Exército, General Waker-Uz-Zaman, do Conselheiro Interno Jahangir Alam Chowdhury e dos chefes da Marinha e da Força Aérea de Bangladesh. Toukir foi enterrado em Rajshahi.

## Investigação
O Serviço de Relações Públicas Inter-Serviços (ISPR) emitiu um comunicado anunciando que a Força Aérea formou um comitê de alto nível para investigar o incidente. Inicialmente, atribuíram o acidente a uma "falha mecânica" e afirmaram que o piloto havia "feito todos os esforços para desviar a aeronave de áreas densamente povoadas para um local menos habitado".

## Reações

### Doméstico
Um dia de luto foi declarado em todo o país pelo governo de Bangladesh para 22 de julho, com as bandeiras de Bangladesh a meio mastro. O conselheiro-chefe Muhammad Yunus expressou condolências e prometeu realizar uma investigação sobre o acidente em uma declaração em vídeo via Facebook.
Vários conselheiros governamentais e líderes partidários, incluindo Mirza Fakhrul Islam Alamgir, o Secretário-Geral do Partido Nacionalista de Bangladesh (BNP), visitaram o Instituto Nacional de Queimaduras e Cirurgia Plástica e expressaram condolências. O Partido Nacional Cidadão (NCP) adiou os seus comícios agendados para 22 de Julho e os seus principais líderes partiram para Dhaka em resposta ao acidente.
Os jogadores de críquete de Bangladesh Shakib Al Hasan e Tamim Iqbal, juntamente com o jogador de críquete paquistanês Shaheen Afridi e muitos outros ícones do esporte, expressaram sua forte preocupação com o desastre. Várias personalidades culturais e online como Bappa Mazumder, Ashfaque Nipun e Salman Muqtadir expressaram pesar pelo incidente.

### Internacional
Os ministérios dos Negócios Estrangeiros, os líderes mundiais e as embaixadas do Azerbaijão, China, Índia, Japão, Kuwait,  Maldivas, Paquistão, Suíça, Turquia,  Emirados Árabes Unidos,  Estados Unidos Reino Unido, as Nações Unidas,  Cidade do Vaticano  e a União Europeia expressaram choque com o acidente e simpatia pelas vítimas.

## Críticas
Especialistas em aviação e pilotos criticaram fortemente a condução de voos de treinamento militar sobre a densamente povoada Dhaka. O analista de aviação Kazi Wahidul Alam observou que tais operações representam riscos significativos, especialmente perto do Aeroporto Internacional Hazrat Shahjalal, que atende voos militares e comerciais. Os pilotos relatam ter que ganhar altitude rapidamente devido a vários edifícios altos na trajetória de voo - violações das normas de segurança da aviação. O líder do BNP, Ruhul Kabir Rizvi, questionou as operações de voo da Força Aérea sobre essas áreas densamente povoadas.

## Consequências

### Protestos
Em 22 de julho, os alunos do Milestone College organizaram um protesto no campus em resposta ao acidente e às alegações de que o acesso ao local permaneceu restrito doze horas após o incidente. Os alunos exigiram uma lista precisa de mortos e feridos, um pedido de desculpas por uma suposta agressão a professores por militares no local do acidente, uma compensação da Força Aérea às famílias dos alunos mortos, o descomissionamento de aeronaves obsoletas em favor de modelos mais novos e uma reorganização dos procedimentos de treinamento e zonas de treinamento da Força Aérea. Os alunos também alegaram que o número real de fatalidades estava sendo omitido, o que o conselheiro-chefe Muhammad Yunus negou.
O assessor jurídico Asif Nazrul e o assessor educacional Chowdhury Rafiqul Abrar chegaram ao campus para conversar com os alunos e consideraram as reivindicações lógicas. Em resposta às alegações de agressão, Nazrul declarou: "O governo lamenta o incidente e notificará as autoridades militares para que tomem as medidas cabíveis".
Os estudantes também realizaram manifestações em frente à Secretaria, exigindo responsabilidade da administração interina sobre a forma como lidou com o acidente e as consequências relacionadas. Entre as principais reivindicações estava a renúncia de Abrar e do Secretário Siddique Zobair, citando a sua incapacidade de garantir transparência, proteger os direitos dos estudantes e responder eficazmente à crise.
Na sequência do incidente, o exame do Certificado do Ensino Secundário Superior, agendado para 22 e 24 de Julho, foi adiado a nível nacional.